# Alchemilla amicorum
Alchemilla amicorum är en rosväxtart som beskrevs av Pawl.. Alchemilla amicorum ingår i släktet daggkåpor, och familjen rosväxter. Inga underarter finns listade i Catalogue of Life.